# Hanyu pinyin
Pour les articles homonymes, voir Pinyin (homonymie).

Symbole de la translittération sino-latine, mettant en regard la lettre A et le sinogramme 文. C'est celui utilisé dans l'onglet du choix de langues sur Wikipedia.

Le hanyu pinyin (chinois simplifié : 汉语拼音 ; chinois traditionnel : 漢語拼音 ; pinyin : Hànyǔ Pīnyīn ; Wade : Han⁴-yü³ P'in¹-yin¹ ; EFEO : Han-yu P'in-yin) est un système de romanisation du chinois mandarin, promu officiellement en 1958 en république populaire de Chine, puis en 2008 à Taïwan,.
L'étude et la diffusion du mandarin, traditionnellement écrit à l'aide de sinogrammes, ont nécessité des systèmes de transcription au fur et à mesure que les contacts de la langue avec d'autres cultures et d'autres systèmes d'écriture se sont développés. Le pinyin est la méthode de transcription du mandarin en alphabet latin la plus répandue de nos jours dans les ouvrages modernes. Les principales difficultés à son usage, pour les locuteurs étrangers, viennent de la prononciation spécifique de plusieurs consonnes, et de la fréquente omission des accents tonaux.

## Histoire

### Contexte: La romanisation du mandarin avant 1949
En 1605, le missionnaire Jésuite Matteo Ricci publie Xizi Qiji à Pékin. Il s'agit du premier livre utilisant l'alphabet romain pour écrire dans la langue chinoise. Vingt ans plus tard, un autre jésuite en Chine, Nicolas Trigault, publie Xī Rú Ěrmù Zī à Hangzhou. Aucun des deux livres n'a eu d'impact immédiat sur la perception des Chinois sur leur système d'écriture[Quoi ?] et la romanisation qu'ils décrivaient était à l'intention des Occidentaux, plutôt que des Chinois.
Un des premiers penseurs Chinois à rapporter l'alphabet occidental au mandarin date de la fin de la dynastie Ming et du début de la dynastie Qing. Il s'agit de l'érudit Fang Yizhi (1611–1671).
Le premier réformateur de la dynastie Qing à proposer à la Chine d'adopter un système orthographique fut Song Shu (1862–1910). Il était l'étudiant des grands érudits Yu Yue et Zhang Taiyan, il s'est rendu au Japon afin d'observer l'effet syllabaire kana et l'apprentissage occidental. Cela l'a amené à participer à de nombreux projets, l'un des plus importants étant la réforme de l'écriture. Malgré le fait que Song n'ait pas créé par lui-même un système d'écriture sinitique, sa proposition fut bien reçue et a mené à la prolifération de schémas pour former une écriture phonétique.

#### Wade–Giles
Le système Wade-Giles fut créé par Thomas Wade en 1859, et été amélioré par Herbert Giles dans le dictionnaire Chinois-Anglais de 1892. Ce système a toujours été populaire et a été utilisé dans les publications de langue anglaise à l'extérieur de la Chine jusqu'en 1979.

#### Sin Wenz
Au début des années 1930, les dirigeants du Parti communiste chinois formés à Moscou prennent connaissance de l'alphabet phonétique utilisant les lettres romaines développé à l'institut oriental soviétique de Leningrad, et initialement destiné à l'alphabétisation de l'Extrême-Orient russe. Le Sin Wenz (littéralement, « nouvelle écriture ») était beaucoup plus sophistiqué linguistiquement que les alphabets précédents, avec comme exception qu'il n'incluait pas les différents tons utilisés en mandarin,.
En 1940, plusieurs milliers de membres ont participé à une convention de la Société Sin Wenz. Mao Zedong et Zhu De, dirigeants de l'armée, ont tous deux fait contribuer leur calligraphie (en caractères) pour le titre du nouveau journal de Société Sin Wenz. À l'extérieur du Parti communiste chinois, il y avait de nombreux autres partisans influents, incluant le fils de Sun Yat-sen, Sun Fo ; Cai Yuanpei, l'éducateur le plus prestigieux du pays, Tao Xingzhi, un grand réformateur de l'éducation; et Lu Xun. Plus d'une trentaine de journaux sont bientôt apparus, tous rédigés en Sin Wenz, en plus d'un grand nombre de traductions, biographies (incluant Lincoln, Franklin, Edison, Ford et Chaplin), des œuvres de littérature chinoise contemporaine et un éventail de manuels. En 1940, le mouvement atteint un sommet quand le gouvernement de Mao Zedong déclare que le Sin Wenz avait le même statut légal que les caractères traditionnels chinois dans le gouvernement et les documents publics. De nombreux éducateurs et dirigeants politique attendaient avec impatience le jour où ils seraient universellement acceptés et remplaceraient complètement les caractères chinois. Des oppositions se sont toutefois manifestées, puisque le système n'était pas suffisamment adapté à l'écriture des langues régionales et nécessiterait ainsi donc un apprentissage du mandarin. Le système Sin Wenz est tombé en désuétude au fil des années suivantes.

#### La romanisation Yale
En 1943, l'armée américaine engage l'Université Yale pour développer une romanisation du Mandarin chinois pour ses pilotes qui survolent la Chine. Le résultat final est très similaire au Pinyin, mais évite d'utiliser les lettres latines d'une manière non familière pour des anglophones. Par exemple, le x en pinyin pour ɕ est écrit comme sy dans le système Yale ; les semi-voyelles médianes s'écrivent avec y et w (au lieu du i et u pinyin) et les voyelles apicales (consonnes syllabiques) avec r ou z. Les marques d'accentuation sont utilisées pour indiquer le ton.

### L'émergence et l'histoire du Hanyu Pinyin
Le Pinyin fut créé par un groupe de linguistes chinois, incluant Zhou Youguang qui était un économiste, dans le cadre d'un projet gouvernemental chinois dans les années 1950. Zhou, souvent reconnu sous le nom du « père du Pinyin »,,, travaillait comme banquier à New York lorsqu'il pris la décision de retourner en Chine pour aider à reconstruire le pays à la suite de la création de la république populaire de Chine en 1949. Il devint un professeur d'économie à Shanghai et, en 1955, lorsque le ministère chinois de l'éducation créa un comité pour la réforme de la langue écrite chinoise, le premier ministre Zhou Enlai confia à Zhou Youguang, bien qu’il ne fût pas un linguiste professionnel, la tâche de développer un nouveau système de romanisation.
Le Hanyu Pinyin a été construit sur la base de nombreux systèmes existants déjà : Gwoyeu Romatzyh de 1928, Latinxua Sin Wenz de 1931, et les marques diacritiques du zhuyin fuhao (ou bopomofo). Zhou aurait dit « Je ne suis pas le père du Pinyin, je suis le fils du Pinyin. C'est le résultat d'une longue tradition du temps de la dynastie Qing jusqu'à aujourd'hui, mais nous avons réétudié le problème, nous l'avons revisité et l'avons rendu plus parfait ».
Un projet a été publié le 12 février 1956. La première édition du Hanyu Pinyin fut approuvée et adoptée à la cinquième session du premier congrès national du peuple le 11 février 1958. Le Pinyin fut par la suite introduit dans les écoles primaires pour enseigner la prononciation du mandarin standard et fut utilisé pour améliorer le taux d'alphabétisation des adultes.
Pendant la guerre froide, l'utilisation du Pinyin au lieu du système de romanisation Yale à l'extérieur de la Chine était perçue comme une déclaration politique ou une identification au régime communiste chinois. Au début des années 1980, des publications occidentales s'adressant à la Chine commencèrent à utiliser la romanisation Hanyu Pinyin au lieu des systèmes précédents ; ce changement a suivi la normalisation des relations diplomatiques entre les États-Unis et la république populaire de Chine en 1979,. En 2001, le gouvernement de la république populaire de Chine a publié la loi sur la langue commune nationale, fournissant une base juridique pour l'application du Pinyin. La spécification actuelle des règles orthographiques est établie dans la norme nationale GB/T 16159–2012.

## Origine
Le terme pinyin (chinois : 拼音 ; pinyin : Pīnyīn ; Wade : P'in¹-yin¹ ; EFEO : P'in-yin) signifie littéralement « assembler les sons » en mandarin standard. Il désigne couramment le hanyu pinyin signifiant dans le contexte « assembler les sons de la langue des Hàns ». Des systèmes similaires ont été conçus pour les autres langues chinoises employées par les locuteurs non hàns.
Le projet de transcription de la langue chinoise aboutissant au pinyin a été lancé par le linguiste Zhou Youguang. Une première ébauche est publiée le 12 février 1956. Une version finale est approuvée le 11 février 1958, pendant la cinquième session plénière de l'Assemblée nationale populaire de la république populaire de Chine. Son système a été adopté en 1979 par le gouvernement chinois.
En 1979, l'Organisation internationale de normalisation a adopté le pinyin comme système de romanisation du mandarin. Il porte aujourd'hui l'identifiant ISO 7098.
En 2009, il a également été adopté par la république de Chine (Taïwan) pour la romanisation dans les instances gouvernementales, tout en n'étant pas imposé dans l'éducation ou les méthodes de saisie informatique.

## Usage
Le pinyin supplanta des transcriptions plus anciennes comme le système Wade-Giles (1859 modifié en 1912), ou le Bopomofo qui cependant reste utilisé en république de Chine (Taïwan). Dans les dictionnaires de sinogrammes de la république populaire de Chine, les définitions sont classés dans l'ordre alphabétique dit levantin suivant la transcription des termes en pinyin.
Depuis 1958, le pinyin est activement utilisé dans l'éducation des adultes. Il facilite l'auto-apprentissage des personnes autrefois analphabètes, après une courte période d'instruction en pinyin. Il est devenu un outil pour beaucoup d'étrangers désirant connaître la prononciation du mandarin. Couplé avec l'étude des caractères chinois, il permet d'expliquer à la fois le mandarin parlé et sa grammaire. Les livres contenant des caractères chinois et des transcriptions pinyin sont donc souvent utilisés par des apprenants étrangers.
Le pinyin est devenu la méthode dominante pour écrire le chinois sur ordinateur en Chine continentale, alors que c'est le bopomofo qui est le plus utilisé à Taïwan.

## Prononciation
Pour décrire une syllabe chinoise, on distingue son attaque et sa finale. Et la finale, également appelée rime, se décompose elle-même en médiane, noyau et coda.
- L'attaque, également appelée initiale, est une consonne débutant éventuellement la syllabe.
- La médiane est une semi-voyelle se plaçant éventuellement entre l'attaque et le noyau.
- Le noyau de la syllabe est une voyelle.
- La coda est une seconde voyelle ou une consonne nasale, quelquefois un -r, attaché comme un suffixe grammatical, terminant éventuellement la syllabe.

### Voyelles
Les premiers diagrammes connus de voyelles chinoises ont été publiés en 1920 par le linguiste Yi Tso-lin. Le tableau suivant liste les voyelles en mandarin : dans chaque case, en haut sa prononciation de référence en API, en bas son écriture en pinyin.
| Point d'articulation→ | Antérieures | Antérieures | Quasi-antérieures | Quasi-antérieures | Centrales | Centrales | Centrales | Quasi-postérieures | Quasi-postérieures | Postérieures | Postérieures |
| Aperture↓             | non arr.    | arr.        | non arr.          | arr.              | non arr.  |           | arr.      | non arr.           | arr.               | non arr.     | arr.         |
| Fermées               | [i] i       | [y] ü / u   |                   |                   | [ɨ] i     |           |           |                    |                    |              | [u] u        |
| Pré-fermées           |             |             |                   |                   |           |           |           |                    | [ʊ] o              |              |              |
| Mi-fermées            | [e] e       |             |                   |                   |           |           |           |                    |                    | [ɤ] e        | [o] o        |
| Moyennes              |             |             |                   |                   |           | [ə] e     |           |                    |                    |              |              |
| Mi-ouvertes           | [ɛ] a / ê   |             |                   |                   |           |           |           |                    |                    |              | [ɔ] o        |
| Pré-ouvertes          |             |             |                   |                   |           | [ɐ] a / e |           |                    |                    |              |              |
| Ouvertes              | [a] a       |             |                   |                   |           |           |           |                    |                    | [ɑ] a        |              |

### Tons
Le mandarin est une langue tonale à quatre tons. Ceux-ci sont représentés en pinyin par des accents, également appelés diacritiques. Lorsqu'on ne dispose pas des caractères accentués, on peut utiliser des chiffres écrits après les syllabes. Le 0 indiquant l'absence de ton.
Cette table donne les caractères Unicode correspondant aux lettres accentuées utilisées en pinyin.

Les tons.

| Ton                                  | Chiffre | Accent | API   | Voyelle | Voyelle | Voyelle | Voyelle | Voyelle | Voyelle |
| ------------------------------------ | ------- | ------ | ----- | ------- | ------- | ------- | ------- | ------- | ------- |
| Neutre                               | 0       |        |       | a       | e       | i       | o       | u       | ü       |
| Haut et plat                         | 1       | Macron | [˥]   | ā       | ē       | ī       | ō       | ū       | ǖ       |
| Haut montant                         | 2       | Aigu   | [˧˥]  | á       | é       | í       | ó       | ú       | ǘ       |
| Descendant légèrement puis remontant | 3       | Caron  | [˨˩˦] | ǎ       | ě       | ǐ       | ǒ       | ǔ       | ǚ       |
| Descendant et bref                   | 4       | Grave  | [˥˩]  | à       | è       | ì       | ò       | ù       | ǜ       |

### Consonnes et semi-voyelles
Le tableau suivant liste les consonnes employées en mandarin : dans chaque case, en haut sa prononciation de référence en API, en bas son écriture en pinyin.
| Consonne          | Bilabiale | Bilabiale | Bilabiale | Labio- dental | Alvéolaire | Alvéolaire | Alvéolaire | Rétroflexe | Rétroflexe | Rétroflexe | Alvéolo- palatale | Alvéolo- palatale | Palatale  | Vélaire | Vélaire | Vélaire | Labio- vélaire | Labio- palatale | Glottal |
| Consonne          | Sourde    | Voisée    | Aspirée   | Sourde        | Sourde     | Voisée     | Aspirée    | Sourde     | Voisée     | Aspirée    | Sourde            | Aspirée           | Voisée    | Sourde  | Voisée  | Aspirée | Voisée         | Voisée          | Sourde  |
| ----------------- | --------- | --------- | --------- | ------------- | ---------- | ---------- | ---------- | ---------- | ---------- | ---------- | ----------------- | ----------------- | --------- | ------- | ------- | ------- | -------------- | --------------- | ------- |
| Occlusive         | [p] b     |           | [pʰ] p    |               | [t] d      |            | [tʰ] t     |            |            |            |                   |                   |           | [k] g   |         | [kʰ] k  |                |                 | [ʔ]     |
| Nasale            |           | [m] m     |           |               |            | [n] n      |            |            |            |            |                   |                   |           |         | [ŋ] -ng |         |                |                 |         |
| Affriquée         |           |           |           |               | [ts] z     |            | [tsʰ] c    | [tʂ] zh    |            | [tʂʰ] ch   | [tɕ] j            | [tɕʰ] q           |           |         |         |         |                |                 |         |
| Fricative         |           |           |           | [f] f         | [s] s      |            |            | [ʂ] sh     | [ʐ] r      |            | [ɕ] x             |                   |           | [x] h   |         |         |                |                 |         |
| Spirante          |           |           |           |               |            |            |            |            | [ɻ] r      |            |                   |                   | [j] y / i |         |         |         | [w] w / u      | [ɥ] y / ü       |         |
| Spirante latérale |           |           |           |               |            | [l] l      |            |            |            |            |                   |                   |           |         |         |         |                |                 |         |

Notes du tableau
1. ↑  Les cases colorées correspondent aux consonnes servant d'attaques.
2. ↑  [ʔ] : anciennement le mandarin, comme d'autres langues chinoises aujourd'hui encore, employait un sixième ton appelé ton d'entrée. Celui-ci se caractérisait par une prononciation brève et vive. Il peut se marquer dans la langue contemporaine par un coup de glotte.
3. 1 2  [n] et [ŋ] : consonnes nasales servant de coda.
4. 1 2  [ʐ] et [ɻ] : allophones du même caractère r.
5. 1 2 3  [j], [w] et [ɥ] : semi-voyelles servant de médiane.

#### Graphèmes simples
Le système pinyin stipule que, pour rendre le style orthographique court, les graphèmes complexes zh, ch, sh et ng peuvent s'écrire respectivement ẑ, ĉ, ŝ et ŋ. Mais ces lettres ne sont pas couramment utilisés.

### Attaques
Les consonnes débutant une syllabe sont appelés attaques ou initiales. Le pinyin en spécifie 21. Leur ordre conventionnel, dit bopomofo, suit le mode d'articulation consonantique (on parle alors de classement alphabétique de type indien). Leur liste est la suivante :
| b p m f | d t n l | g k h | j q x | zh ch sh r | z c s |

Cependant, en mandarin contemporain les initiales des mots prennent d'autres formes que ces 21 consonnes. La langue emploie ainsi des demi-voyelles, des coups de glotte et d'autres consonnes nasales. La phonologie classe celles-ci dans un segment de consonnes dites nulles. Mais le système Pinyin ne leur reconnaît pas le statut d'attaques : une syllabe ayant une consonne nulle n'est constituée que d'une finale. Ainsi les lettres w et y ne sont pas des caractères officiels d'attaque en pinyin ; aussi par convention, quand les noyaux i, u, ou ü ne sont pas précédées d'une attaque, on écrit les syllabes respectivement yi, wu, et yu.

### Finales
Le tableau suivant transcrit les finales possibles en mandarin, en fonction des médianes et des coda, les noyaux étant indiqués en caractères gras : dans chaque case, en haut la prononciation de référence en API, au milieu l'écriture en pinyin pour une syllabe sans attaque, en bas l'écriture en pinyin pour une syllabe avec attaque.
| Coda→         | Coda→ | ∅         | ∅           | ∅           | ∅        | ∅            | ∅        | [i]            | [i]           | [u]            | [u]           | [n]             | [n]           | [n]          | [ŋ]              | [ŋ]            | [ŋ]              |
| ------------- | ----- | --------- | ----------- | ----------- | -------- | ------------ | -------- | -------------- | ------------- | -------------- | ------------- | --------------- | ------------- | ------------ | ---------------- | -------------- | ---------------- |
| M é d i a n e | ∅     | [ɨ] -i    | [a] a -a    | [ɔ] -o      | [ɤ] e -e | [ɛ] -ê       | [ɐɚ̯] -er | [ai̯] ai -ai    | [ei̯] ei -ei   | [au̯] ao -ao    | [ou̯] ou -ou   | [an] an -an     | [ən] en -en   |              | [aŋ] ang -ang    | [əŋ] eng -eng  |                  |
| M é d i a n e | [j]   | [i] yi -i | [ja] ya -ia |             |          | [je] ye -ie  |          |                |               | [jau̯] yao -iao | [jou̯] you -iu | [jɛn] yan -ian  |               | [in] yin -in | [jaŋ] yang -iang | [iŋ] ying -ing |                  |
| M é d i a n e | [w]   | [u] wu -u | [wa] wa -ua | [wo] wo -uo |          |              |          | [wai̯] wai -uai | [wei̯] wei -ui |                |               | [wan] wan -uan  | [wən] wen -un |              | [waŋ] wang -uang | [wəŋ] weng     | [ʊŋ] -ong        |
| M é d i a n e | [ɥ]   | [y] yu -ü |             |             |          | [ɥe] yue -üe |          |                |               |                |               | [ɥɐn] yuan -üan |               | [yn] yun -ün |                  |                | [jʊŋ] yong -iong |

Notes du tableau
1. ↑  Consonnes syllabiques.
2. ↑  Les caractères ㄦ, 而, 二, etc. s'écrivent er.
3. ↑  uo s'écrit o après b, p, m et f.
4. 1 2 3 4  ü s'écrit u après j, q et x.

### Prononciation chinoise de l'alphabet
L'ordre alphabétique dit levantin a été adopté par le système pinyin. Cependant la prononciation des lettres est propre au chinois. Le tableau suivant les liste avec leur équivalent dans l'alphabet phonétique chinois zhuyin, et les transcriptions en API et en pinyin de leur déchiffrement ; la représentation zhuyin est basée sur les habitudes générales d'écriture.
| Lettre | A    | B    | C      | D       | E    | F    | G     | H    | I    | J      | K     | L    | M     |
| Zhuyin | ㄚ   | ㄅ   | ㄘ     | ㄉ      | ㄜ   | ㄈ   | ㄍ    | ㄏ   | ㄧ   | ㄐ     | ㄎ    | ㄌ   | ㄇ    |
| API    | [ɑ]  | [pɛ] | [tsʰɛ] | [tɛ]    | [ɤ]  | [ɛf] | [kɛ]  | [xa] | [i]  | [tɕiə] | [kʰɛ] | [ɛl] | [ɛm]  |
| Pinyin | a    | bê   | cê     | dê      | e    | êf   | gê    | ha   | yi   | jie    | kê    | êl   | êm    |
|        |      |      |        |         |      |      |       |      |      |        |       |      |       |
| Lettre | N    | O    | P      | Q       | R    | S    | T     | U    | V    | W      | X     | Y    | Z     |
| Zhuyin | ㄋ   | ㄛ   | ㄆ     | ㄑ      | ㄦ   | ㄙ   | ㄊ    | ㄨ   | ㄪ   | ㄨ     | ㄒ    | ㄧ   | ㄗ    |
| API    | [nɛ] | [o]  | [pʰɛ]  | [tɕʰiu] | [aʐ] | [ɛs] | [tʰɛ] | [u]  | [vɛ] | [ua]   | [ɕi]  | [ia] | [tsɛ] |
| Pinyin | nê   | o    | pê     | qiu     | ar   | ês   | tê    | wu   | vê   | wa     | xi    | ya   | zê    |

Notes du tableau
1. 1 2  Les caractères zhuyin ne distinguent pas les semi-voyelles I et Y.
2. 1 2  Les caractères zhuyin ne distinguent pas les semi-voyelles U et W.
3. ↑  Le caractère zhuyin ㄪ et la lettre V s'emploient pour orthographier des mots étrangers ou dans une langue chinoise non han.

## Typographie
Le hanyu pinyin ne stipule pas quel type de police utiliser. Son projet indique que « l'écriture des lettres est basée sur les habitudes d'écriture générales de l'alphabet latin ». Des variantes d'écriture existent donc. Ainsi la lettre a peut aussi s'écrire ɑ.
Par simplification, les marques diacritiques qui marquent les quatre tons sont souvent omises. Il en résulte un certain degré d'ambiguïté quant aux mots représentés. Le contexte devient alors très important pour bien comprendre le mot.

## Saisie au clavier utilisant le pinyin
Voir l'article : Méthode d'encodage pinyin
Il est possible de saisir des caractères chinois sur un clavier alphabétique, en frappant le pinyin, avec ou sans le ton exprimé par un chiffre (1 à 4, le zéro correspondant à l'absence de ton). Une liste de sinogrammes est proposée et l'opérateur choisit. Des mécanismes d'anticipation basés sur un vocabulaire permettent de proposer en premier les sinogrammes les plus probables, notamment le suivant d'un mot polysyllabique, et une mémoire des frappes antérieures propose en premier les sinogrammes et les mots polysyllabiques déjà utilisés.

### Saisie sur clavier d'ordinateur

#### Saisir des hanzi en pinyin
Les systèmes d'exploitation les plus courants Windows, GNU/Linux et macOS possèdent en standard des fonctions de saisie du chinois en pinyin.
- Sous MS-Windows (2000 et supérieur) : panneau de configuration ⇒ options régionales ⇒ ajouter une langue ⇒ chinois traditionnel ; le chinois est ajouté à la barre de langues. Ce logiciel IME (Input Method Editor) a de larges possibilité de paramétrage, affichage de claviers virtuels spécialisés, choix des caractères dans des tableaux par clés et nombre de traits.
- Sous MS-Windows (95 à Me) installer les IME que l'on peut trouver sur le site de Microsoft.
- Sous macOS, on peut sélectionner la méthode de saisie Chinois simplifié ⇒ ITABC ou Chinois traditionnel > Pinyin (ouvrir les Préférences systèmes puis International). Attention toutefois : En ITABC pour Chinois simplifié, le clavier est qwerty, alors qu’en saisie Pinyin pour Chinois traditionnel, le clavier est azerty.
- Sous GNU/Linux, on peut utiliser iBus, avec son module libpinyin. L'ancien système permettant de centraliser les différentes méthodes de saisies complexes était SCIM (bouton droit ⇒ méthode de saisie ⇒ chinois simplifié ⇒ smart pinyin).
- Certains logiciels de traitement de texte, par exemple Njstar, offrent une fonction équivalente de saisie, et peuvent être utilisés sur un ordinateur non configuré pour les langues à sinogrammes.

#### Saisir du pinyin en pinyin
Il est également possible sous Linux de taper du pinyin avec ton, afin d'écrire des transcriptions pinyin.
Pour cela il y a deux méthodes : l'utilisation du module SCIM zh-pinyin (taper la lettre suivie du numéro du ton) (attention aux touches a et q, qui sont parfois inversées) et l'utilisation de la touche compose, combinée avec :
- _ + a/e/i/o/(¨)u pour āēīō(ǖ)ū ;
- ' + a/e/i/o/(¨)u pour áéíó(ǘ)ú ;
- c + a/e/i/o/(¨)u pour ǎěǐǒ(ǚ)ǔ ;
- ` + a/e/i/o/(¨)u pour àèìò(ǜ)ù.

Dans certains cas, le quatrième ton ne marche pas. Par contre, à, è et ù sont déjà présents sur les claviers azerty français, ou bien il est possible d'utiliser l'« input pad » de SCIM (clavier virtuel, touches composées), puis de combiner grave + caractère (a/e/i/o/(")u).
Il est également possible sous Windows de taper du pinyin avec ton en utilisant un pilote clavier français enrichi comme celui du projet libre FrElrick. Dans ce dernier, les tons sont gérés comme des accents, ainsi :
- le macron est accessible via (AltGr+Cap+_), et par exemple (AltGr+Cap+_) + A donne Ā ;
- la hatchek ou caron est accessible via (AltGr+Cap+^), et par exemple (AltGr+Cap+^) + U donne Ǔ ;
- l’accent aigu est accessible via (AltGr+^), et par exemple (AltGr+^) + o donne ó ;
- l’accent grave est étendu pour prendre en charge le ü et le Ü, ainsi (AltGr+è) + (AltGr+u) donne ǖ.

Les caractères ü et Ü dans ce dispositif doivent être saisis directement sans passer par une frappe muette d’accent, et ces caractères ont donc été ajoutés à la touche de la lettre U, respectivement en (AltGr) et en (AltGr)+(Cap) pour permettre de les accentuer avec un ton.
Enfin, il est possible de taper du pinyin sous Linux, Windows et Mac, en utilisant la disposition de clavier bépo, qui est une disposition Dvorak. Cette disposition permet entre autres d'écrire énormément de caractères, grâce aux touches mortes. Voici les exemples pour la voyelle u (pour les autres voyelles, on procède par analogie) :
- ū s'obtient avec : (altgr+m) + u ;
- ú s'obtient avec : (altgr+é) + u ;
- ǔ s'obtient avec : (altgr+v) + u ;
- ù s'obtient avec : (altgr+è) + u (ù est également disponible en altgr+u) ;
- ǖ s'obtient avec : (altgr+m) + (altgr+i) + u ;
- ǘ s'obtient avec : (altgr+é) + (altgr+i) + u ;
- ǚ s'obtient avec : (altgr+v) + (altgr+i) + u ;
- ǜ s'obtient avec : (altgr+è) + (altgr+i) + u.

### Saisie sur clavier de téléphone portable

#### Clavier numérique
La composition des messages, et des noms dans les répertoires, sur un clavier numérique dont chaque touche correspond à plusieurs caractères latins, tire parti du nombre réduit de syllabes existantes (420 environ). Les syllabes possibles du pinyin s'affichent à la frappe des touches, par prédiction, comme dans les méthodes avec clavier alphabétique. Le choix par curseur de la syllabe affiche une liste de caractères, qu'on choisit, donc, par curseur. La composition d'un message en sinogrammes est plus rapide que la composition d'un message équivalent en caractères latins correctement orthographié. Toutes les grandes marques distribuent la variante de logiciel de leurs appareils qui offre ce mode de saisie, en plus du mode alphabétique et des modes spécialisés.

#### Écrans tactiles
Les smartphones sont généralement équipés d'écrans numériques. Des claviers spécialisés sont donc affichés sur la surface de l'écran. Un clavier de type QWERTY ou AZERTY peut être utilisé pour taper en pinyin avec prédiction de caractères, sur Android : Sogou pinyin, Google pinyin, 国笔GB输入法 (qui propose aussi zhuyin, méthode cāngjié et écriture manuscrite), etc.